# Mesquite (condado de Dallas)
Mesquite es una ciudad ubicada en los condados de Dallas y Kaufman en el estado estadounidense de Texas. En el Censo de 2010 tenía una población de 139.824 habitantes y una densidad poblacional de 1.169,22 personas por km².

## Geografía
Mesquite se encuentra ubicada en las coordenadas 32°45′50″N 96°35′33″O / 32.76389, -96.59250. Según la Oficina del Censo de los Estados Unidos, Mesquite tiene una superficie total de 119.59 km², de la cual 119.19 km² corresponden a tierra firme y (0.33%) 0.39 km² es agua.

## Demografía
Según el censo de 2010, había 139.824 personas residiendo en Mesquite. La densidad de población era de 1.169,22 hab./km². De los 139.824 habitantes, Mesquite estaba compuesto por el 58.96% blancos, el 21.84% eran afroamericanos, el 0.84% eran amerindios, el 3.24% eran asiáticos, el 0.07% eran isleños del Pacífico, el 11.93% eran de otras razas y el 3.12% pertenecían a dos o más razas. Del total de la población el 31.56% eran hispanos o latinos de cualquier raza.